# Алексеевская (Сямженский район)
Алексеевская — деревня в Сямженском районе Вологодской области.
Входит в состав Житьёвского сельского поселения, с точки зрения административно-территориального деления — в Житьёвский сельсовет.
Расстояние по автодороге до районного центра Сямжи — 19 км, до центра муниципального образования Житьёва — 3 км. Ближайшие населённые пункты — Залесье, Пигалева Горка, Завозиха.
По переписи 2002 года население — 8 человек.